# Kabócamajom-formák

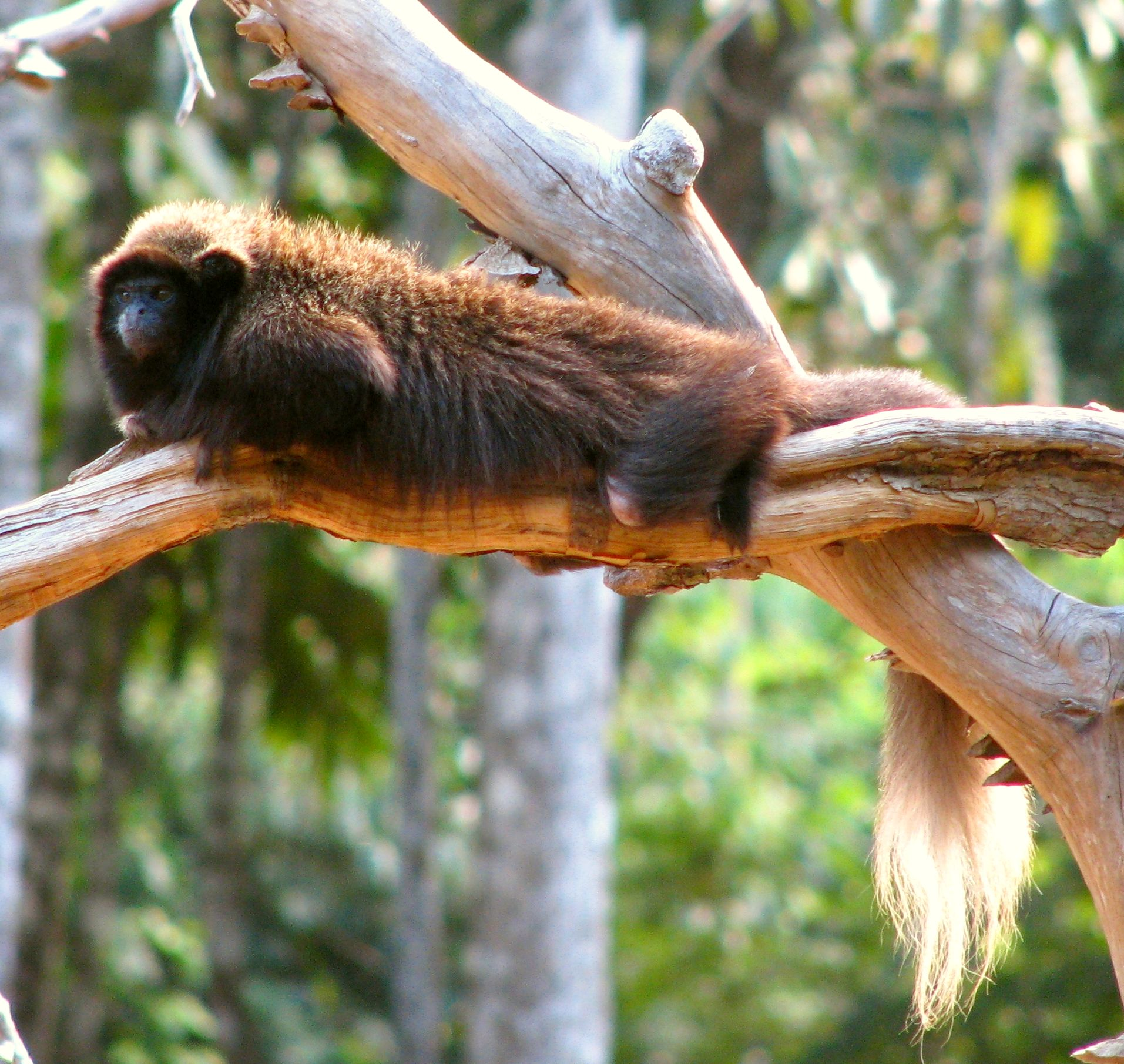
Feketehomlokú kabócamajom (Callicebus nigrifrons)

A kabócamajom-formák (Callicebinae) az emlősök (Mammalia) osztályának a főemlősök (Primates) rendjébe, ezen belül a sátánmajomfélék (Pitheciidae) családjába tartozó alcsalád.

## Előfordulásuk
A kabócamajmok a dél-amerikai folyó menti síkságok őserdeit lakják Kolumbiától és Venezuelától Kelet-Peruig és Paraguayig. Brazília keleti partvidékén is előfordulnak.

## Megjelenésük
Az állatok testhossza 26-46 centiméter, farokhossza 28-55 centiméter és testtömege 700-1300 gramm. A bunda színe fajtól függően nagyon különböző. Nyugalmi állapotban az állatok behúzzák a nyakukat, a négy láb közel van egymáshoz, a farok pedig lelóg. Fejük kicsi és kerek, pofájuk lapos, széles orrlyukkal. A farok hosszú és bozontos, a fák csúcsainak megmászásakor egyensúlyozásra szolgál. A kezet a táplálék megfogására, az ágak átkulcsolására használja az állat. A körmök hosszúak és karomszerűek.

## Életmódjuk

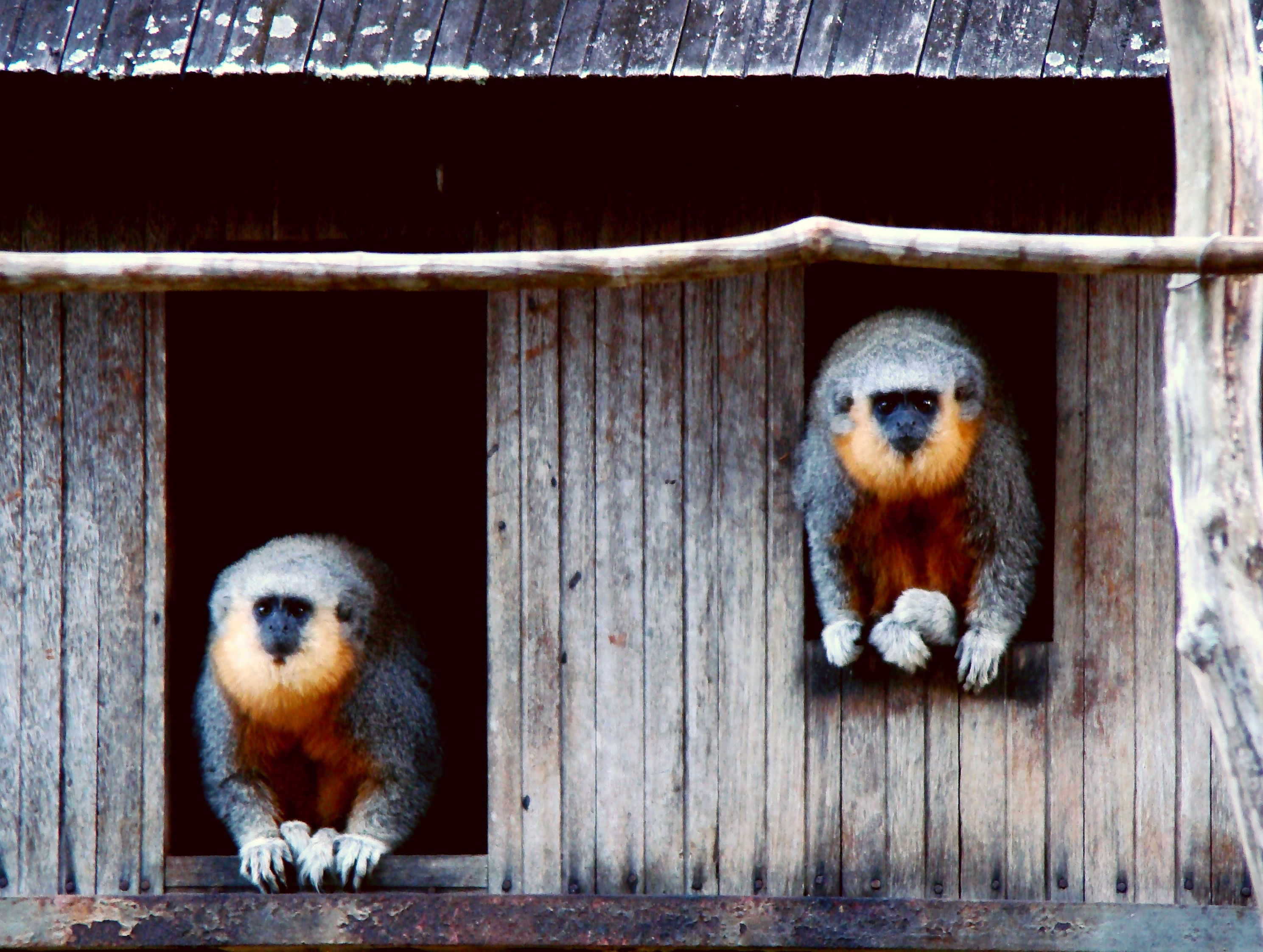
Vöröshasú kabócamajom (Callicebus moloch)

A kabócamajmok nappali életmódot folytatnak és kis családban élnek. Táplálékuk gyümölcsök, levelek és rovarok.

## Szaporodásuk
A párzási időszak egész évben tart. A vemhesség körülbelül több mint 4 hónapig tart, ennek végén 1 utód születik. A kölyköt kétnapos korától négy-öt hónapos koráig az apja gondozza. A nősténynél csak a szoptatás alatt van.

## Rendszerezés
Az alcsaládba az alábbi nem, alnemek és fajok tartoznak:
- Callicebus (Callicebus) (Thomas, 1903) alnem
  - C. donacophilus csoport
    - fehérfülű kabócamajom (Callicebus donacophilus)
    - Callicebus modestus
    - Callicebus oenanthe
    - Callicebus olallae
    - Callicebus pallescens

  - C. moloch csoport
    - Callicebus baptista
    - Callicebus bernhardi
    - Callicebus brunneus
    - Callicebus cinerascens
    - Callicebus hoffmannsi
    - Callicebus vieira
    - vöröshasú kabócamajom (Callicebus moloch)

  - C. personatus csoport
    - Callicebus barbarabrownae
    - Callicebus coimbrai
    - Callicebus melanochir
    - feketehomlokú kabócamajom (Callicebus nigrifrons)
    - keleti kabócamajom (Callicebus personatus)

  - C. cupreus csoport
    - Callicebus caligatus
    - rezes kabócamajom (Callicebus cupreus)
    - Callicebus aureipalatii
    - Callicebus discolor
    - Callicebus dubius
    - Callicebus ornatus
    - Callicebus stephennashi

- Callicebus (Torquatus) alnem
  - Callicebus lucifer
  - Callicebus lugens
  - Callicebus medemi
  - Callicebus purinus
  - Callicebus regulus
  - örvös kabócamajom (Callicebus torquatus)